# Pablo Ardila Sierra
Pablo Ardila Sierra (Bogotá, 20 de mayo de 1969) es un político colombiano, que se desempeñó como Gobernador de Cundinamarca, entre 2004 y 2007; así mismo, fue Representante a la Cámara por el mismo departamento entre 1998 y 2002. 

## Biografía
Nació en Bogotá en mayo de 1969, hijo de los empresarios Jaime Ardila y Hellen Sierra. Estudió en el Gimnasio Moderno, en Bogotá, y terminó sus estudios secundarios en Estados Unidos. Posteriormente, estudió Economía en Alemania y la Florida.
Tras concluir sus estudios, regresó a Colombia a trabajar en los negocios familiares, que incluían al periódico sensacionalista El Espacio y varias fincas ganaderas en el Departamento de Cesar.
Fue secretario de Hacienda de Cundinamarca durante la administración de Leonor Serrano de Camargo (1995-1997).
En las elecciones legislativas de Colombia de 1998 fue elegido como miembro de la Cámara de Representantes por Cundinamarca, después de haber obtenido 37.736 votos. Afiliado al Partido Liberal, en la Cámara fue miembro de la Comisión Primera de Acusaciones. Como su suplente ejerció Francisco Elías Cañón Jiménez.
Estando en ese cargo, fue arrestado por orden de la Corte Suprema de Justicia de Colombia, después de que como miembro de la Comisión de Investigación y Acusación citara a los magistrados que investigaron a los congresistas que absolvieron al presidente Ernesto Samper Pizano en 1996, en el marco del proceso 8.000. También fue investigado por sus negocios en Cuba con el senador investigado Carlos Alonso Lucio.
En 2000 fue precandidato del Partido Liberal a la Gobernación de Cundinamarca; si bien no tuvo éxito en su aspiración, su mediática y ostentosa campaña, que inundó de publicidad suya el departamento lo llevó a la fama local.
En las elecciones regionales de Colombia de 2003 resultó elegido Gobernador de Cundinamarca por la coalición Cundinamarca Merece Más, siendo el primer gobernador de Cundinamarca tras el Acto Legislativo 02 de 2002, que extendió el mandato de los gobernadores, electos por voto popular, a 4 años. 
Siendo Gobernador fue constantemente criticado por el periódico El Tiempo, que constantemente lo acusaba de incompetente y corrupto, a lo que se defendió diciendo que las acusaciones eran producto de "la envidia de El Tiempo a El Espacio". También siendo Gobernador, se inscribió al Safari Club International. En 2007 saltó a la fama nacional cuando la revista Don Juan publicó una crónica en la que se exponía su ostentoso estilo de vida, incluida su mansión en la cual poseía una gran cantidad de premios de caza.
Tras terminar su mandato como gobernador, en 2007 fue llamado a indagatoria por la Corte Suprema por relaciones con paramilitares, que habrían respaldado su campaña a Gobernador, esto en el marco del escándalo de la parapolítica. También fue arrestado por acusaciones de corrupción y enriquecimiento ilícito.  La investigación se centraba en que 38 areneros y 2 pescadores del sur de Cundinamarca habrían sido presionados para que vendieran su título de explotación minera y algunos terrenos a la Gobernación, los cuales terminaron en manos de una empresa afín a Ardila.
En 2010, tras ser liberado y absuelto, salió de Colombia y se estableció en España. En 2016 fue indemnizado por $250 millones por un Tribunal de Cundinamarca, que ordenó que esa suma fuera pagada por la Fiscalía General de la Nación a Ardila por haber sido detenido en 2007.
El 5 de mayo de 2021 fue arrestado en Barcelona, por la Policía Nacional de España, acusado de «abuso sexual, blanqueo de capitales, delitos contra la hacienda pública, medio ambiente y seguridad vial». La operación fue apoyada por la Policía Nacional de Colombia.